# Круча (Мелитополь)
Круча — исторический район Мелитополя, включающий в себя частный сектор на северо-восточной окраине города.

## Географическое положение
Круча расположена на правом берегу Молочной реки, протянувшись по крутому склону речной долины. Над Кручей находится лесопарк, а под Кручей прорыт осушительный канал, впадающий в Молочную реку. К юго-западу от Кручи находится район Красная Горка, на противоположном берегу реки — село Вознесенка.
Район состоит из 5 улиц. В порядке сверху вниз это Красногорская, Подгорная, Пушкина, 23 Октября и Марии Батраковой. Улица Пушкина является центральной, имеет наилучшее дорожное покрытие и принимает на себя основной транспортный поток. К Красногорской улице в некоторых местах примыкает опушка лесопарка, а улица Марии Батраковой идёт непосредственно по берегу осушительного канала. В конце улицы Пушкина находятся дачные участки.

## История
Посёлок Круча упоминается ещё в дореволюционной литературе, а его территория отмечалась как населённая на картах середины XIX века.
В 1914 году строительное отделение Таврического губернского правления одобрило проект молитвенного дома в посёлке Круча, названного в честь Московского митрополита Алексия. Полезная площадь по проекту составляла 88,5 кв. м. Молитвенный дом был рассчитан на 352 человека.
Подгорная улица упоминается в числе улиц Мелитополя уже в 1939 году. Тем не менее, на немецкой военной карте 1943 года Круча ещё отмечена как село из 120 дворов, не входящее в состав города. На карте отмечены только две из нынешних пяти улиц Кручи: Пушкина уже имеет современную длину, а Подгорная улица состоит только из нескольких домов в начале улицы. Комсомольская улица (нынешняя улица Марии Батраковой) была проложена в 1953 году, а Красногорская улица и улица 23 Октября — в 1957 году.

## Транспорт
По территории района проходит автобусный маршрут № 19, следующий вдоль всей длины улицы Пушкина к городскому центральному рынку.